# Wilhelm Schäringer
Wilhelm Schäringer (* 21. September 1897 in Hundsdorf; † 27. Juni 1979 in Klagenfurt) war ein österreichischer Markscheider und Politiker.

## Leben
Schäringer war der Sohn des Oberförsters des Stifts St. Paul im Lavanttal Wilhelm Johann Schäringer (*  April 1850; † 20. April 1912) und dessen Ehefrau Maria geb. Oertl (* 6. Dezember 1871; † 20. Juni 1933). Er war römisch-katholisch und trat am 13. September 1966 aus der Kirche aus. Er heiratete am 11. Februar 1939 Michaela Rami (* 25. September 1914; † 26. März 1942).
Schäringer besuchte die Volksschule, das Untergymnasium in St. Paul und das Obergymnasium in Klagenfurt und legte 1917 die Matura ab. Danach besuchte er die Montanistische Hochschule in Leoben, Abteilung für Bergwesen und schloss das Studium als Dipl.-Ing. ab. Er arbeitete als Bergbauingenieur (Markscheider) in St. Stefan im Lavanttal. 1950 wurde er zum öffentlichen Verwalter, zuständig für den administrativen und
kaufmännischen Bereich, der verstaatlichten Lavanttaler Kohlenbergbau Ges.m.b.H. bestellt.
Im Ständestaat war er vom 19. November 1934 bis zum 11. März 1938 als Vertreter von Industrie und Bergbau Mitglied im Ständischen Kärntner Landtag. Im Landtag war er Mitglied des  Ordnungsausschusses.